# La Rabassa (Sant Guim de Freixenet)
La Rabassa és una entitat de població del municipi de Sant Guim de Freixenet, a la comarca de la Segarra. El poble se situa a l'oest del terme municipal i de Sant Guim de Freixenet, a l'altiplà que separa les riberes de Cervera i de Sió. S'hi accedeix a través de la carretera LV-1007. Consta d'un carreró cobert i una esglesiola romànica dedicada a Sant Cristòfol.